# Magot
Magotul (lat. Macaca sylvanus) este o maimuță din familia Cercopithecidae, genul Macac.

## Descriere

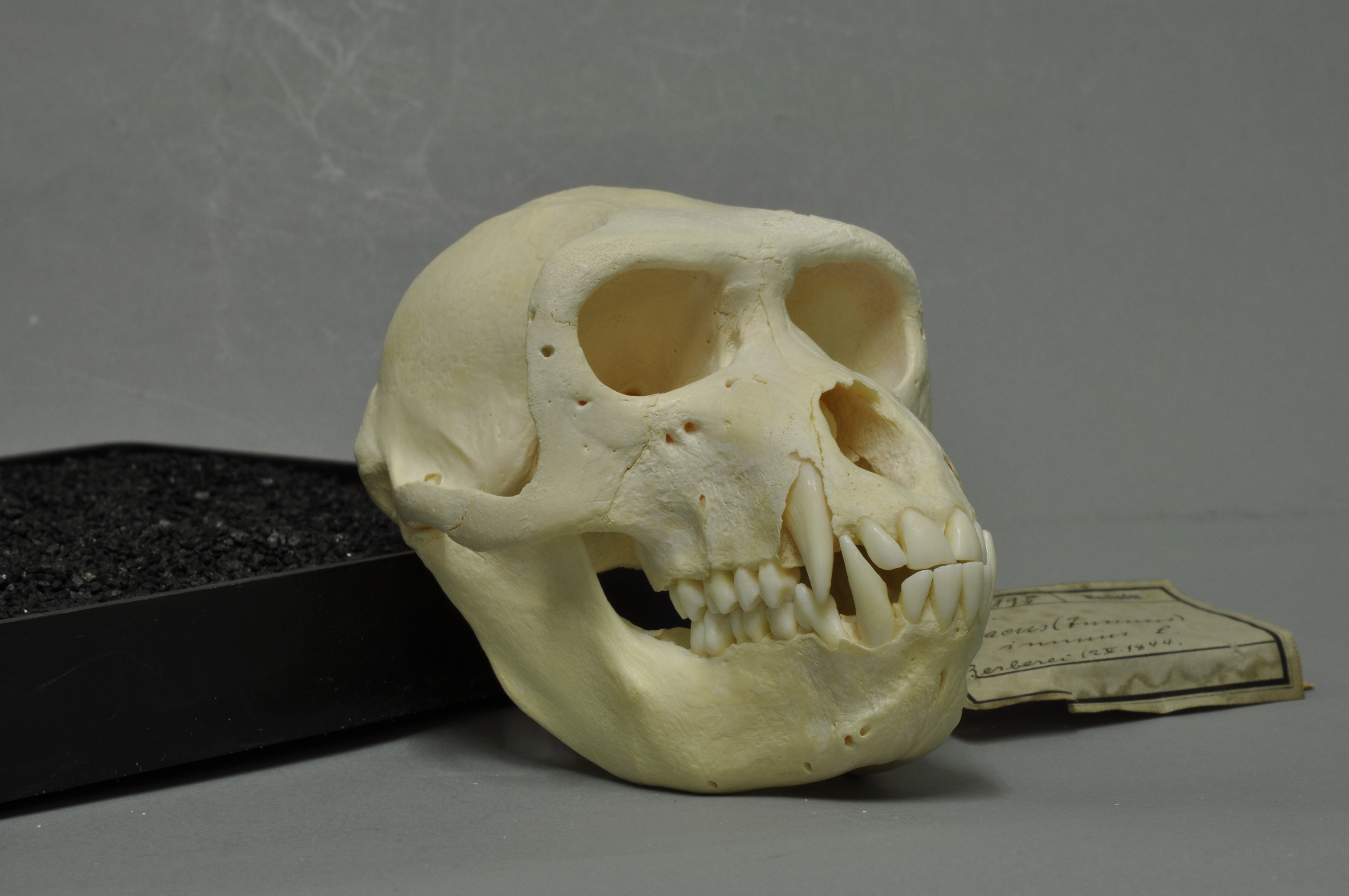
Craniu

Magoții au fața roșie, sunt fără coadă și ajung la o lungime a corpului de 45-70 cm. Cu 7 până la 12 kg (în cazuri excepționale până la 15 kg) masculii sunt clar mult mai grei decât femelele, care cântăresc de la 5 până la 9 kg. Masculii diferă de asemenea prin lungimea mai mare a caninilor. Blana acestor animale este galben-brună sau gri-maro.

## Habitat

Zonele din Africa de nord unde trăiesc magoții

Magoții trăiesc în Asia, Maroc și Algeria , Gibraltar. Habitatul acestor animale sunt stejarii înalți și pădurile de cedru.

## Modul de trai

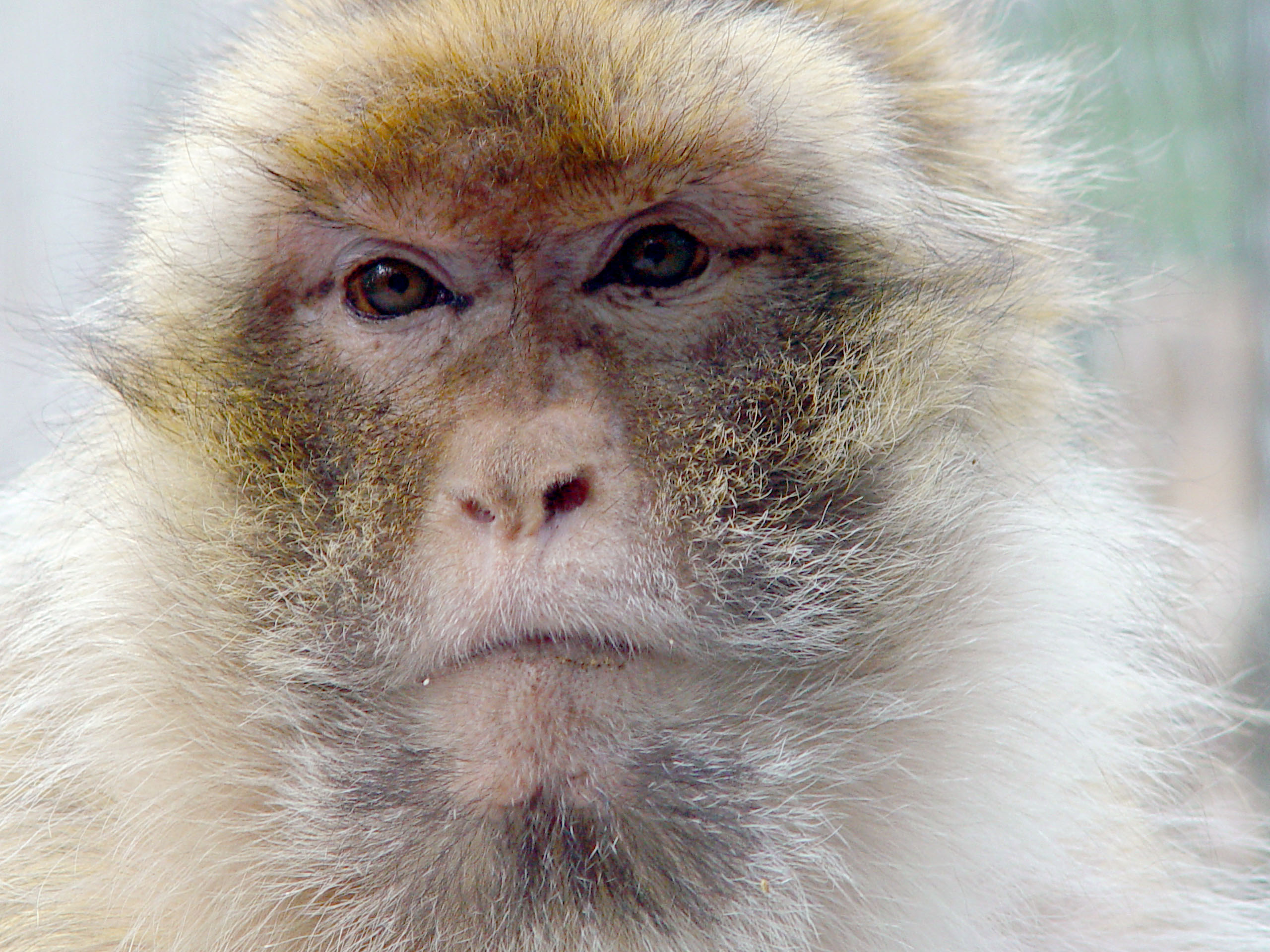
Capul unei femele Magot

Magoții se pot cățăra ușor, dar petrec o mare parte a zilei și pe sol. Ca tot grupul de catarinieni, magoții sunt diurni. Trăiesc în grupuri, ca și macacii, de 12-60 indivizi. Potrivit rapoartelor, atunci când acestea devin prea mari, se împart în grupuri mai mici. Masculii stabilesc o ierarhie prin luptă; cei mai puternici masculi domină și conduc grupul. 

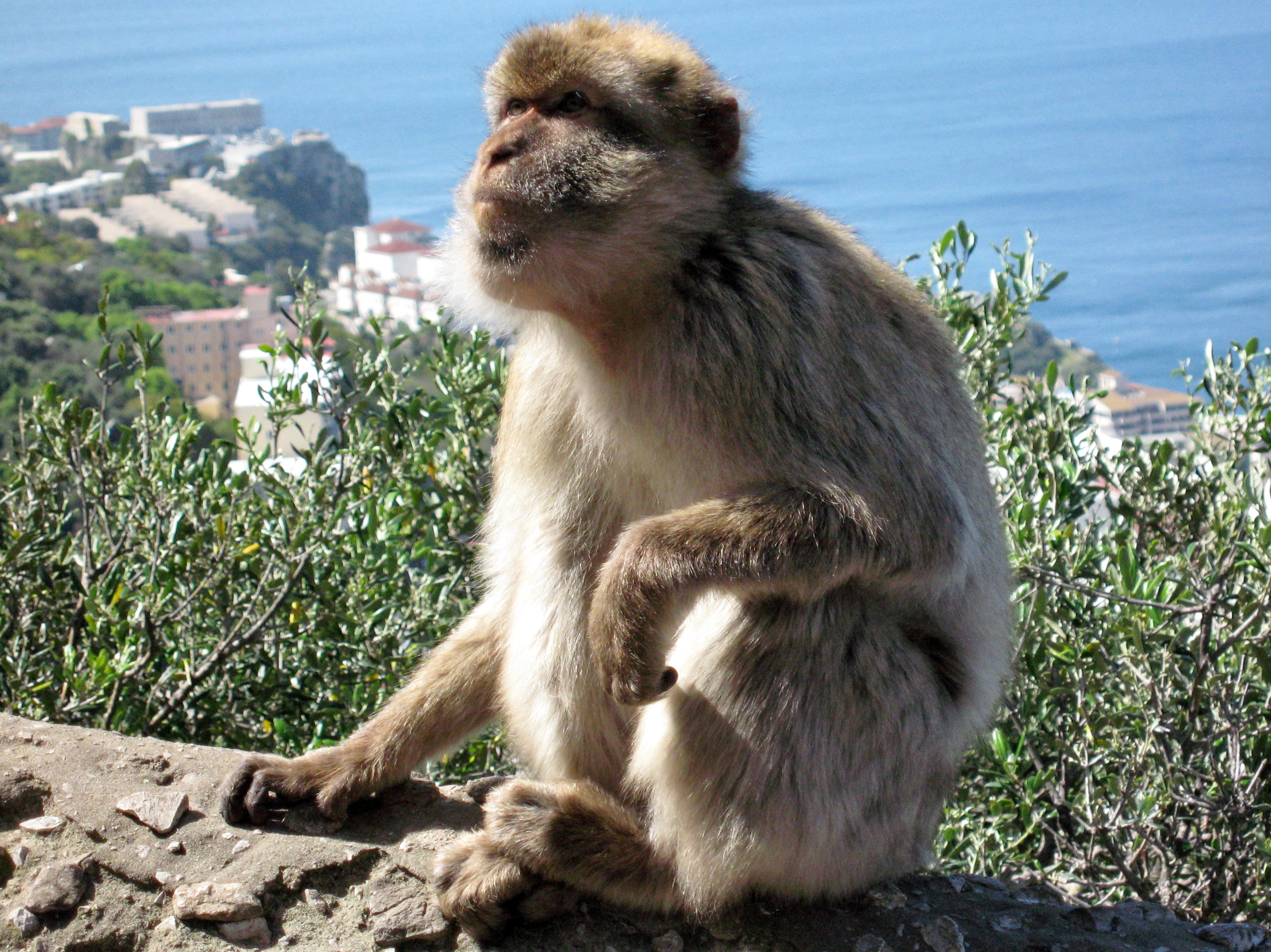
Magot în Gibraltar

## Hrană
Magoții sunt omnivori. Ei se hrănesc cu fructe, frunze, ierburi, muguri și rădăcini, dar, de asemenea, și cu insecte, păianjeni sau scorpioni. În lunile reci de iarnă o parte importantă a hranei sunt scoarța și acele de copac.

## Reproducere

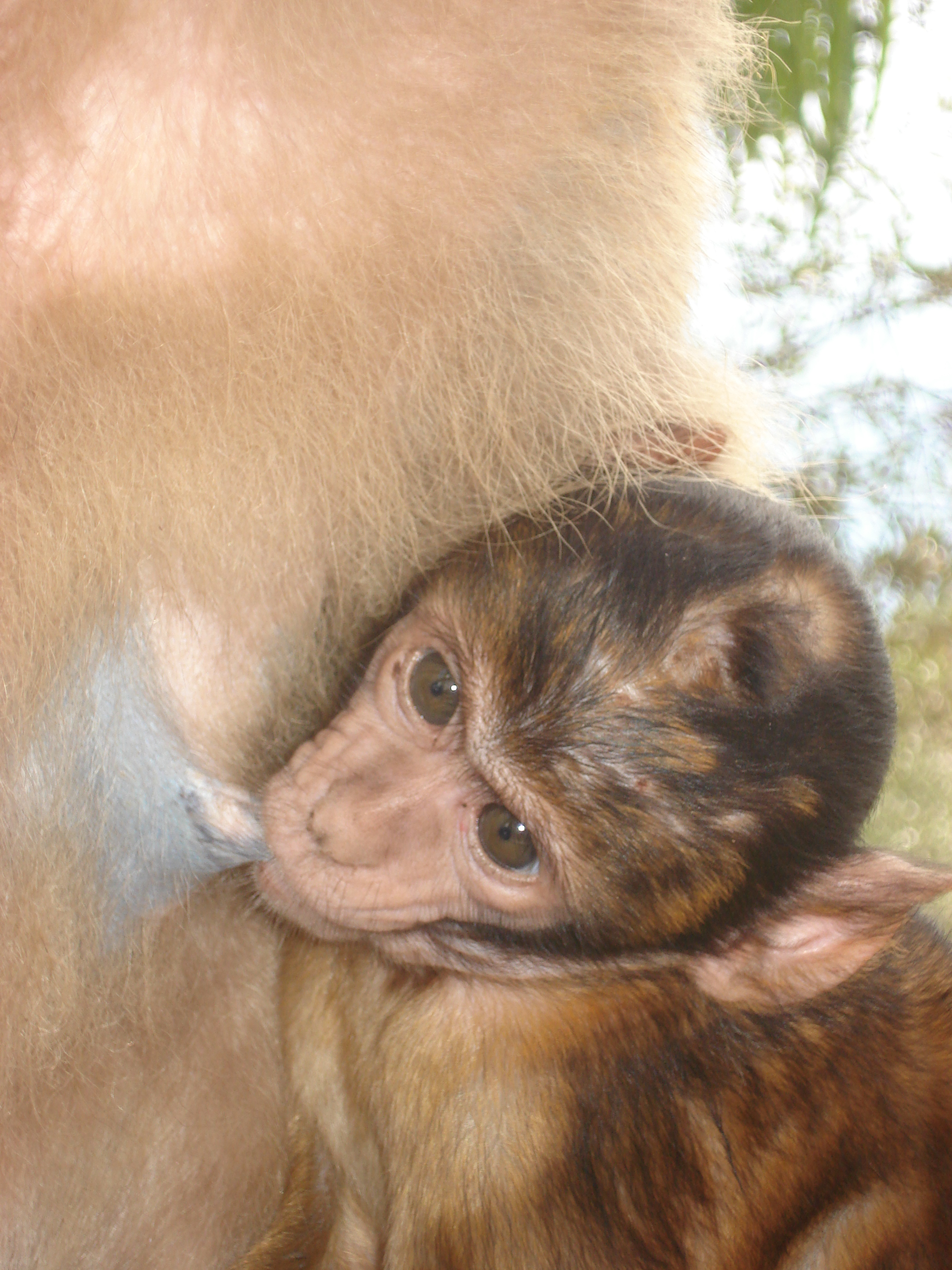
Pui de magot

În primul rând, femelele se împerechează cu masculi de rang superior. Nu există nici un anumit sezon de reproducere; acest lucru depinde de condițiile climatice. După aproximativ 165 zile de gestație, femela dă naștere de obicei unui singur pui, rareori și gemeni. Nou-născuții cântăresc aproximativ 450 de grame și au o blană subțire, neagră, care devine în timp de 4 luni maro deschis.
Datorită comportamentului de împerechere promiscuu, masculii au de asemenea grijă de puii. Ei le îngrijesc blana, au grijă de ei și se joacă cu ei, fără a ști dacă ei sunt de fapt tații.
După aproximativ șase până la douăsprezece luni puii sunt înțărcați. Femelele ating maturitatea de la 2,5 până la 4 ani și masculii cu 4,5 până la 7 ani. Masculii trebuie din acest moment să părăsească grupul. Magoții pot trăi 20 până la 30 de ani.

## Magoții și oamenii

### În Gibraltar

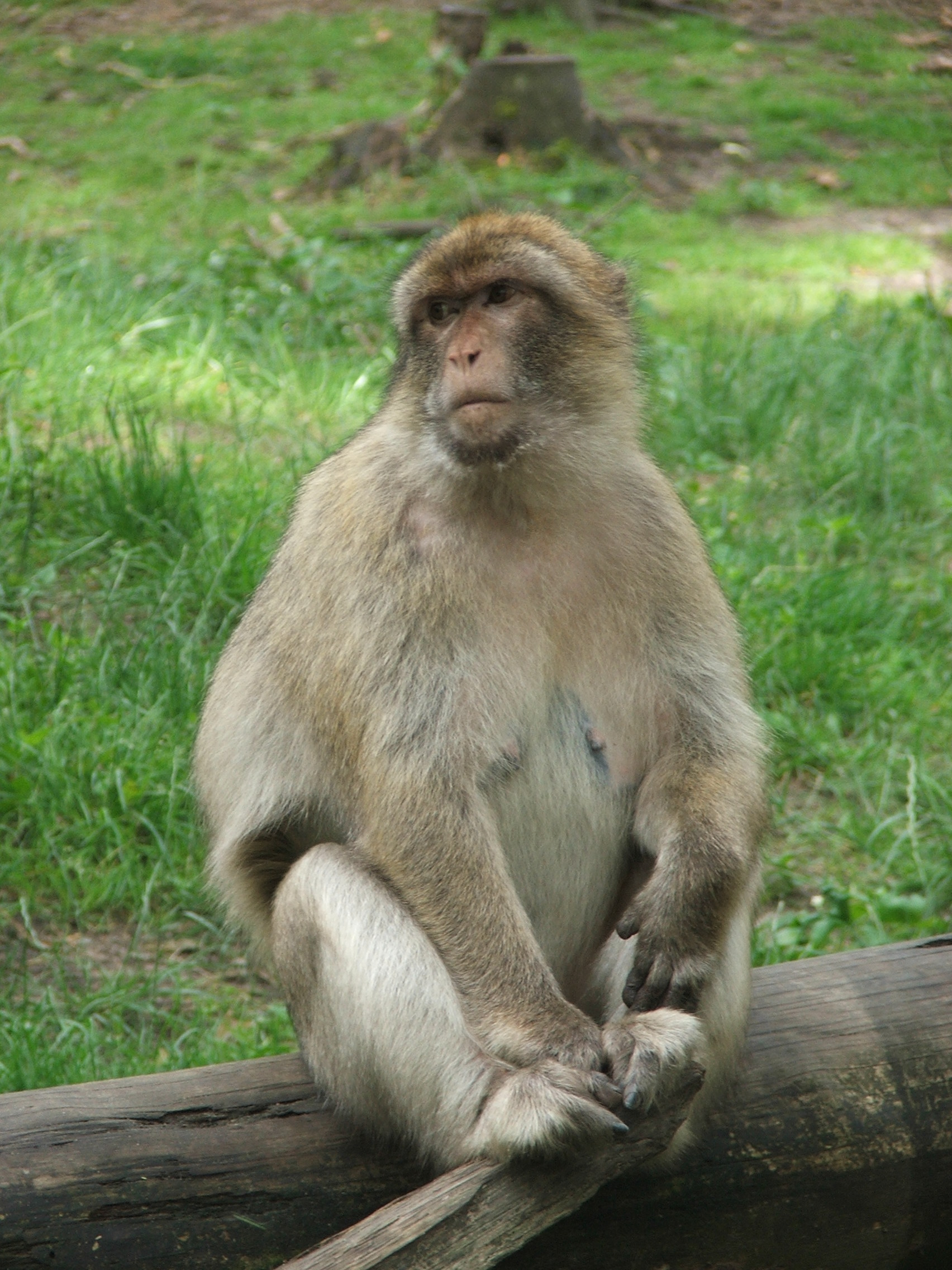
Magot la grădina zoologică

Deși s-au găsit fosile care sugerează că Peninsula Iberică a fost locuită în timpurile preistorice de magoți, densitatea lor actuală este scăzută foarte probabil datorită influenței omului și modului său de migrare. O posibilitate este introducerea în timpul dominației arabe din sudul Spaniei 711-1492; primele documente scrise datează din 1704. Conform unui docment în timpul dominației britanice, Winston Churchill a adus în Gibraltar din Maroc unele animale. Studiile genetice au adus la concluzia, că actualii magoți au două rădăcini, una algeriană și una marocană. Astăzi trăiesc în Gibraltar aproximativ 240 de animale.

### În Africa de Nord
În Africa de Nord există încă aproximativ 10.000 de animale, dar din cauza distrugerii biosferei numărul lor scade. IUCN le consideră ca fiind „pe cale de dispariție”.